# 마키시마 유키
마키시마 유키(일본어: 牧島 有希 まきしま ゆき[*]/Yuki Makishima, 1976년 9월 9일 ~ )는 일본의 여자 성우다. 키는 165cm에다가 몸무게는 45kg나가면서 혈액형은 A형이다.

## 인물
- 처음에는 센티멘탈 져니의 성우 일반공모 오디션에 합격해 호사카 미유키역으로 등장을 한다. 마찬가지로 일반공모 오디션에 합격한 스즈키 레이코, 오카모토 아사미, 니시구치 유카, 콘노 히로미, 오카다 준코와 함께 마커스에 소속한다.(이 6명을 통칭 '우사기조'라고 부른다)이 후 마커스의 도산과 함께 아오니 프로덕션에 쥬니어로서 이적하면서 아오니 학원에 입숙하게 된다.

- 2008년 4월에 입적된 사실을 자신의 블로그에서 발표했다.
- 2009년 8월 15일 오전 1시에 아들을 출산한 사실을 블로그에 올렸다.

## 출연
- 굵게는 메인 캐릭터

- 텔레비전 애니메이션
  - 센티멘탈 져니 (1998년) - 호사카 미유키
  - 아르젠토 소마 (2000년) - 비오렛타
  - 반드 레드 (2000년) - 브리지 크루
  - 기어전사 덴도 (2000년) - 여성 아나운서)
  - 런=딤 (2001년) - 운영자, GF 기지 오퍼레이터
  - 위치헌터 로빈 (2002년) - 사무원
  - 케로로 중사 (2005년) - 메이드
  - 원피스 (2005년) - 발표
  - AIR (2005년) - 시라호
  - 은빛 오린시스 (2006년) - 운영자
  - 도키 메키 메모리얼 올리 러브 (2006년) - 천궁 사유리
  - 문라이트 마일 (2007년) - 사와타루 아케미, 이사벨 두냐
  - 타이타니아 (2008년) - 프란시아